# Acacia holosericea
Acacia holosericea é uma espécie de leguminosa do gênero Acacia, pertencente à família Fabaceae.